# Canillo (miasto)
Canillo – miasto w Andorze, stolica parafii Canillo. Według danych na rok 2012 liczy 1896 mieszkańców.